# John Paul Getty III
John Paul Getty III (4 de noviembre de 1956 – 5 de febrero de 2011), era nieto del magnate estadounidense del petróleo J. Paul Getty, que durante un tiempo fue el hombre más rico del mundo. Mientras vivía en Roma en 1973, fue secuestrado por la 'Ndrangheta, que pidió 17 millones de dólares de rescate. Su abuelo era reticente a pagar, pero después de que su oreja derecha fuera recibida por un periódico, negoció el pago de 2,2 millones de dólares, y Getty fue liberado —después de cinco meses de secuestro. Getty desarrolló posteriormente adicción al alcohol y los fármacos, sufriendo finalmente un derrame cerebral que le dejó gravemente discapacitado para el resto de su vida.

## Primeros años
Getty nació en Minneapolis, Minnesota. Pasó la mayor parte de su niñez en Roma, mientras su padre dirigía la división italiana del negocio petrolero de la familia Getty. Sus padres se divorciaron en 1964, cuando tenía ocho años. Getty permaneció en Italia con su madre, Gail Harris, y asistió a la escuela Internacional británica St. George en Roma. 
Su padre se volvió a casar con la actriz y modelo Talitha Pol en 1966. El matrimonio adoptó un estilo de vida hippie, pasando mucho tiempo en Gran Bretaña y Marruecos a finales de los años 1960.
A principios de 1972, Getty fue expulsado de St. George por hacer una pintada ofensiva de 1,80 m de altura en uno de los pasillos de la escuela, dirigida al director. En julio de 1971 su madrastra había muerto de una sobredosis de heroína en Roma, y su padre se había mudado al Reino Unido, en parte para huir de los cargos de posesión de drogas que afrontaba en Italia. Paul quedó en Italia donde se sumergió en un estilo de vida bohemio, viviendo de okupa con el alquiler impago, frecuentando cabarets, discotecas y clubes nocturnos y participando en manifestaciones de izquierda. Tenía considerable talento artístico y según los informes se ganaba la vida haciendo joyas, vendiendo sus pinturas e historietas, y apareciendo en películas como extra. La revista para adultos italiana Playmen le pagó 1.000 dólares por aparecer desnudo en una campaña de publicidad impresa y en su portada de agosto de 1973, publicándose un mes después de ser secuestrado.

## Secuestro
Getty fue secuestrado mientras cruzaba a pie la Piazza Farnese en Roma a las tres de la madrugada del 10 de julio de 1973, contando 16 años. Según su entonces novia, Martine Schmidt, había jugado con la idea de ser secuestrado por delincuentes comunes cómplices cuando la pareja luchaba por llegar a fin de mes, pero había cambiado de idea porque ambos habían conseguido trabajo como modelos para fotógrafos. Declaró que "Paul ya no quería ser secuestrado, pero [los secuestradores] le seguían". Le vendaron los ojos y fue conducido y encarcelado en una cueva en Calabria. Los secuestradores emitieron una nota de rescate reclamando 17 millones de dólares (equivalente a 117 millones de dólares en 2019) a cambio de entregarlo con vida. Sin embargo, la familia sospechó que fuera una treta de adolescente rebelde para sacar dinero de su abuelo tacaño.
John Paul Getty Jr. pidió el dinero a su padre J. Paul Getty, pero este rechazó entregar ninguna cantidad argumentando que sus otros 13 nietos también podrían convertirse en objetivos de secuestro si pagaba. Los secuestradores enviaron una segunda demanda, pero su llegada fue retrasada por una huelga postal italiana. A medida que el tiempo pasaba, el trato a Paul por parte de sus captores empeoró; le quitaron la radio, mataron un pájaro que había tomado como mascota, y empezaron a jugar a la ruleta rusa contra su cabeza.
En noviembre de 1973, un periódico recibió un sobre que contenía un mechón de cabello, una oreja humana y un aviso de los secuestradores amenazando con mutilar más a Paul si no se les pagaban 3,2 millones de dólares (equivalente a 18,4 millones en 2019). En la carta se leía: "Esta es la primera oreja de Paul. Si dentro de diez días la familia todavía cree que esto es una broma montada por él, entonces llegará la otra oreja. En otras palabras, llegará en pedacitos". La salud de Paul empezó a declinar rápidamente porque su herida se infectó, a lo que se añadió una neumonía causada por las frías temperaturas al llegar el invierno. Sus captores se alarmaron por ello y le suministraron grandes dosis de penicilina para tratar la infección, lo que le provocó una alergia al antibiótico, afectando más su salud. El biógrafo de Getty, John Pearson atribuyó su alcoholismo posterior a las grandes cantidades de brandy que le obligaron a consumir en su último mes de cautividad para mantenerle caliente y atenuar su dolor.
Después de que la oreja de Paul fuera enviada, su abuelo acordó pagar no más de 2,2 millones (equivalente a 12,7 millones en 2019)— la cantidad máxima que era deducible de impuestos— y le prestó el resto a su hijo, que era responsable de pagar la suma con un interés del cuatro por ciento. Paul fue encontrado vivo el 15 de diciembre de 1973, en una gasolinera de Lauria, en la provincia de Potenza, poco después de que el rescate fuera pagado. A sugerencia de su madre, el joven llamó a su abuelo para darle las gracias por pagar el rescate, pero J. Paul Getty rechazó ponerse al teléfono.
Nueve de los secuestradores fueron aprehendidos, incluyendo a Girolamo Piromalli y Saverio Mammoliti, miembros de alto rango de la 'Ndrangheta, la organización mafiosa en Calabria. Dos de los secuestradores fueron condenados y enviados a prisión; los otros fueron absueltos por falta de pruebas, incluidos jefes de la 'Ndrangheta. La mayor parte del dinero del rescate nunca fue recuperado. En 1977, Getty se sometió a una operación para reconstruir la oreja que sus secuestradores le habían cortado.

## Vida posterior y muerte
En 1974, Getty se casó con la alemana Gisela Martine Zacher (de soltera, Schmidt), que estaba embarazada de cinco meses. La conocía a ella y a su hermana gemela Jutta desde antes de su secuestro, y tenía 18 años cuando su hijo Balthazar nació en 1975. La pareja se divorció en 1993.
Getty actuó en algunas películas europeas interpretando a secundarios en la película El territorio de Raúl Ruiz y en El estado de las cosas de Wim Wenders. Él y su mujer vivieron durante un tiempo en Nueva York, donde formaron parte del círculo social de Andy Warhol.
Getty quedó permanentemente afectado por su secuestro y sufrió adicción al alcohol y los fármacos en los años siguientes. En 1981, bebió un cóctel de alcohol, valium y metadona que le provocó un fallo hepático y derrame cerebral, quedando tetrapléjico, parcialmente ciego, e incapaz de hablar. Su madre lo cuidó, y demandó a su padre exigiéndole 28.000 dólares al mes para cubrir sus necesidades médicas. Nunca se recuperó por completo y quedó gravemente discapacitado por el resto de su vida. En 1987, sin embargo, fue capaz de recuperar cierto grado de movilidad, y pudo volver a esquiar sujeto a un armazón especial de metal.
En 1999, Getty y muchos otros miembros de la familia se convirtieron en ciudadanos de la República de Irlanda a cambio de inversiones de aproximadamente un millón de libras cada uno, según una ley que desde entonces ha sido derogada.
Getty murió en la propiedad de su padre en Wormsley Park, Buckinghamshire, el 5 de febrero de 2011, a los 54 años, después de una larga enfermedad. Su salud siempre había sido pobre desde su sobredosis de 1981.

## En la cultura popular
A. J. Quinnell utilizó el secuestro de Getty como inspiración para su libro Man on Fire. El libro de 1995 Painfully Rich: the Outrageous Fortunes and Misfortunes of the Heirs of J. Paul Getty de John Pearson incluye contenido significativo sobre Getty y el calvario sufrido durante el secuestro. El libro fue adaptado a película en 2017 con el título Todo el dinero del mundo, dirigida por Ridley Scott. En la película, J. Paul Getty es interpretado por Christopher Plummer y John Paul Getty III es interpretado por Charlie Plummer (como adulto) y Charlie Shotwell (a los 7 años). El secuestro fue también ficcionalizado en la serie de televisión de 2018 Trust, producida por Simon Beaufoy y Danny Boyle, con Harris Dickinson como John Paul Getty III.